# Апостолос Христу
Апостолос Христу (грч. Απόστολος Χρήστου; Атина, 1. новембар 1996) грчки је пливач чија ужа специјалност су трке леђним стилом. Вишеструки је национални првак и рекордер, учесник светских и европских првенстава и Олимпијских игара и некадашњи светски јуниорски првак из 2013. године.

## Спортска каријера
На међународним такмичењима дебитовао је током 2013. годне када је на светском првенству за јуниоре одржаном у Кини освојио златну медаљу у трци на 100 метара леђним стилом. Месец дана раније, на европском јуниорском првенству, освојио је бронзану медаљу у трци на 50 метара леђно, док је на дупло дужој деоници био пети. Годину дана касније на европском јуниорском првенству осваја три медаље у све три дисциплине леђним стилом, а највећи успех остварује у трци на 100 метара леђно где осваја титулу европског првака.
На сениорским светским првенствима дебитовао је у Казању 2015. где се такмичио у тркама на 50 и 100 метара леђно, те у мешовитој штафети 4×100 метара, али ни у једној од трка није успео да прође кроз квалификације.
На европском сениорском првенству одржаном 2016. у Лондону остварио је свој први велики успех у каријери пошто је освојио бронзану медаљу у трци на 100 метара леђним стилом. Био је члан олимпијског тима Грчке на Летњим олимпијским играма 2016. у Рио де Жанеиру где се такмичио у тркама на 100 и 200 леђно, те у штафетама 4×100 мешовито и 4×100 слободно. У трци на 100 метара леђно заузео је 18. место у квалификацијама (са временом 54,12) док је на дупло дужој деоници био 24. (време 1:59,78 минута).
На светском првенству 2017. у Будимпешти такође је наступио у две појединачне и две штафетне трке, а најбоље резултате остварио је у у тркама на 50 и 100 леђно пошто је у обе трке успео да се пласира у полуфинала. У трци на 50 метара леђно заузео је 9. место у полуфиналу и свега 4 стотинке су га делиле од места у финалу.
Велики успех је постигао на Медитеранским играма 2018. у Тарагони, где је освојио пет медаља, од чега су две биле златне.
На светском првенству у корејском Квангџуу 2019. такмичио се у четири дисциплине, а најбољи резултат је остварио у трци на 50 леђно коју је окончао на осмом месту у финалу. Трку на 100 леђно је завршио на десетом месту у полуфиналу, на 200 леђно је био 24. у квалификацијама, док је грчка штафета на 4×100 слободно, за коју је пливао, заузела 10. место у квалификацијама и није се пласирала у финале.